# 百花林水库
百花林水库是位于广东省广州市增城区荔城街道的一个水库。始建于1956年，1957年竣工。因地处百花林村而得名。水库库坝高18.7米，坝长306米，集雨面积17.4平方公里，总库容量1084万立方米。